# Anatolij Stepanyszczew
Anatolij Mykołajowycz Stepanyszczew, ukr. Анатолій Миколайович Степанищев; ros. Анатолий Николаевич Степанищев - Anatolij Nikołajewicz Stiepaniszczew (ur. 29 stycznia 1961 w Penzie, ZSRR) – ukraiński hokeista, reprezentant Ukrainy. Trener hokejowy.

## Kariera zawodnicza
- Sokił Kijów (1981–1990)
- EHC Chur (1990–1992)
- HC Davos (1992)
- EHC Biel (1992)
- Langnau (1992)
- Sokił Kijów (1992–1993)
- EK Zell am See (1993-1994)
- Sokił Kijów (1994–1995)
- HC Ambrì-Piotta (1995)
- Sokił Kijów (1995–1996)
- Nieftiechimik Niżniekamsk (1996–1998)
- Sokił Kijów (1998-1999, 2000-2001)

Karierę rozwijał w Lipiecku. Wieloletni zawodnik Sokiła Kijów. Występował także w zespołach szwajcarskich rozgrywki National League B i National League A) i rosyjskich.
Uczestniczył w turniejach mistrzostw świata 1993, 1994, 1995, 1996 (Grupa C), 1998 (Grupa B), 1999 (Grupa A).

## Kariera trenerska
- Reprezentacja Ukrainy do lat 18 (2002-2003), główny trener
- Reprezentacja Ukrainy (2003-2007), asystent trenera
- HK Kijów (2003), główny trener
- Sokił Kijów (2003-2011), asystent trenera
- HL ŁAZ Lwów (2011), główny trener
- Winnyćki Hajdamaky (2011-2012), główny trener
- Kubań Krasnodar (2012), asystent trenera
- Kubań Krasnodar (2012-2013), główny trener
- MHK Dmitrow (2013-2014), główny trener
- Donbas Donieck (2015-2017), główny trener
- Mietałłurg Żłobin (2019-), główny trener

Po zakończeniu kariery został trenerem. Przez kilka lat był asystentem trenera seniorskiej kadry Ukrainy oraz asystentem w macierzystym klubie Sokił Kijów (do 2011, gdy został trenerem HL ŁAZ Lwów). Ponadto pracował w rosyjskich rozgrywkach WHL (w Krasnodarze) i MHL (w Dmitrowie). Od lipca 2015 do początku lutego 2017 trener Donbasu Donieck. W maju 2019 został mianowany głównym trenerem białoruskiego Mietałłurga Żłobin, jednak po tym jak Federacja Hokeja Białorusi odmówiła zatwierdzenia tej decyzji, został asystentem szkoleniowca Eduarda Valiullina. Potem objął stanowisko głównego trenera.

## Sukcesy
Reprezentacyjne
- Awans do MŚ grupy A: 1998

Klubowe
- Brązowy medal mistrzostw ZSRR: 1985 z Sokiłem Kijów
- Finał Pucharu Spenglera: 1986 z Sokiłem Kijów
- Puchar Tatrzański: 1989 z Sokiłem Kijów
- Złoty medal National League B: 1991 z EHC Chur
- Złoty medal Wschodnioeuropejskiej Ligi Hokejowej: 1999 z Sokiłem Kijów
- Brązowy medal Wschodnioeuropejskiej Ligi Hokejowej: 2001 z Sokiłem Kijów
- Puchar Wschodnioeuropejskiej Ligi Hokejowej: 1999 z Sokiłem Kijów
- Złoty medal mistrzostw Ukrainy: 1993, 1995, 1999 z Sokiłem Kijów
- Srebrny medal mistrzostw Ukrainy: 2001 z Sokiłem Kijów
- Grupowy turniej półfinałowy Pucharu Mistrzów IIHF: 1993, 1995, 1996 z Sokiłem Kijów

Indywidualne
- Puchar Spenglera 1986: skład gwiazd turnieju
- Sezon National League B 1990/1991: pierwsze miejsce w klasyfikacji asystentów: 49 asyst
- Mistrzostwa Świata w Hokeju na Lodzie 1995 Grupa C: pierwsze miejsce w klasyfikacji asystentów: 6 asyst
- Mistrzostwa Świata w Hokeju na Lodzie 1996 Grupa C: najlepszy napastnik turnieju

Wyróżnienie
- Tytuł honorowy „Zasłużony Pracownik Kultury Fizycznej i Sportu Ukrainy” (2008)[6]